# Niebert
Niebert (Gronings: Nijbert) is een dorp in de gemeente Westerkwartier in de Nederlandse provincie Groningen. Het dorp telt volgens het CBS 735 inwoners (2023). Het postcodegebied Niebert omvat 680 inwoners. Het dorp is vooral bekend door de aanwezigheid van het enige steenhuis van Groningen.

## Geografie

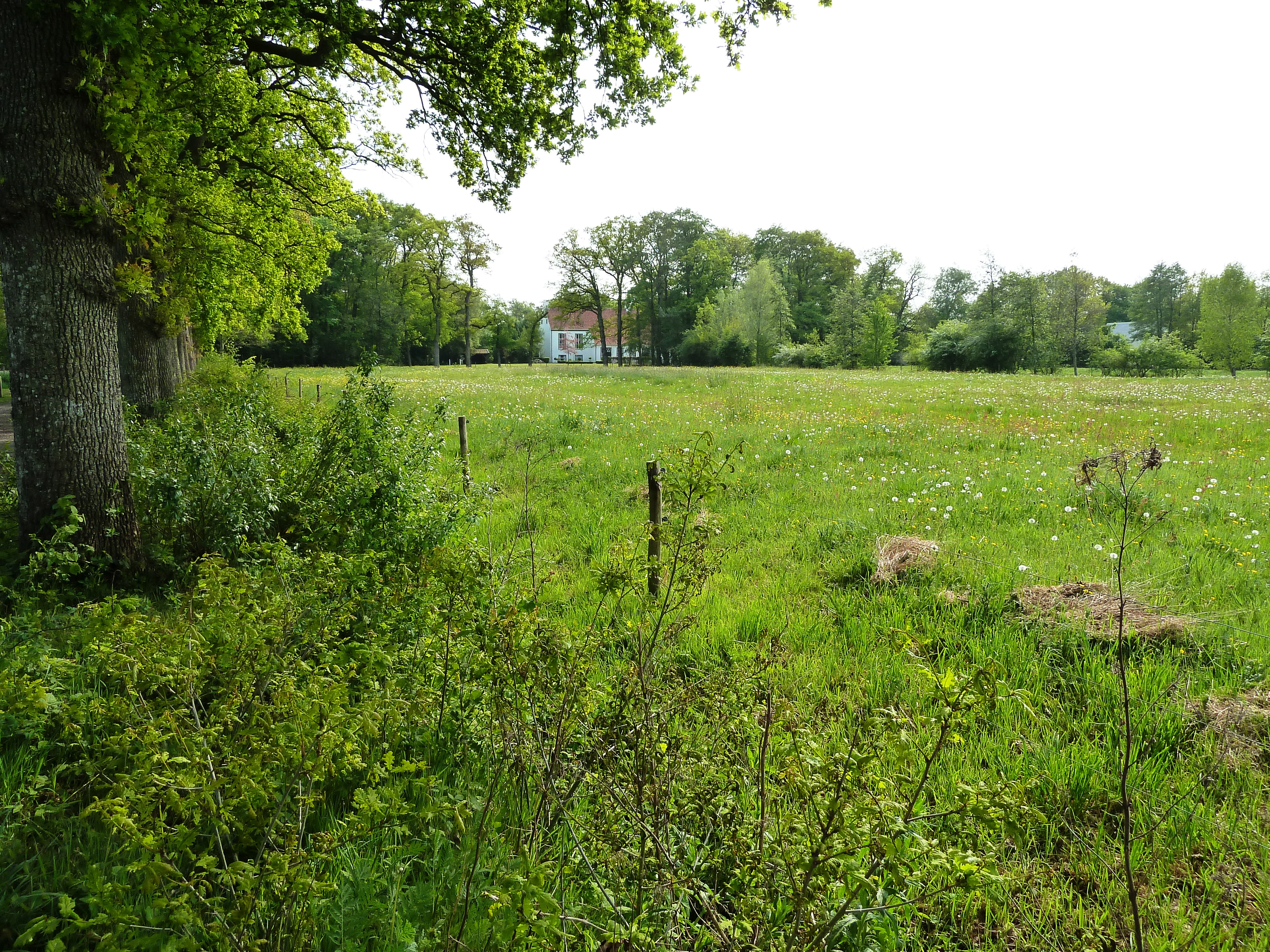
Coulisselandschap achter Niebert met het steenhuis op de achtergrond

Niebert ligt in het coulisselandschap van het zuidelijk Westerkwartier in het voormalige Ommeland Vredewold. Het dorp is ontstaan als een wegdorp op de oude dekzandrug Vredewold. Kenmerkend zijn de opstrekkende heerden die zich uitstrekken tot ver naar het zuiden van het dorp en in het noorden begrensd worden door het Oude Diep.
Niebert bestaat in feite uit twee bewoningsassen. De noordelijke (de Molenweg) is de primaire ontginningsas waaraan tegenwoordig de meeste bebouwing en de oude kerk staan. De zuidelijke is het Malijksepad (lokaal  't Pad genoemd), een voetpad dat over de oude zandrug tussen Marum en Tolbert loopt. Hieraan liggen een aantal boerderijen en het Iwema-steenhuis (zie geschiedenis). Van oudsher lagen de boerderijen aan de primaire ontginningsas, maar na inklinking van de grond als gevolg van vervening aldaar werden ze verplaatst naar het zuiden. De kerk bleef alleen achter. In de 19e eeuw verschoof de bebouwing weer naar de noordelijke as. Het Malijksepad is nooit meer dan een voetpad geweest, dat door de oprijlanen van de boerderijen verbonden was met de primaire ontginningsas.
Ten oosten van het dorp ligt het gehucht De Holm en ten zuidwesten, rond de Grouwweg, het buurtje Grouw. Ten zuiden ligt de Jonkersvaart. Ten westen ligt het dorp Nuis en ten noorden de dorpen Lucaswolde en Boerakker.

## Geschiedenis
Niebert werd waarschijnlijk gesticht vanuit het oostelijker gelegen Tolbert. Tolbert betekent dan ook "oude buurt" (tol = t' ol = d' oude) en Niebert "nieuwe buurt" (nie = nieuw, bert = buurt). Verder naar het noordoosten ligt nog het dorp Lettelbert; "kleine buurt". Vermoedelijk werd het dorp gesticht als randveenontginning in de late middeleeuwen.
In de 16e eeuw begon de grootschalige vervening van de veengebieden rond Niebert en kwamen vele veenarbeiders in het dorp te wonen. In de 19e eeuw had Niebert min of meer een centrumfunctie voor de omliggende omgeving en was als zodanig een welvarend dorp. In de 20e eeuw stagneerde de ontwikkeling.

## Bevolkingsontwikkeling
| 241¹²                                                                                              | 649¹ | 582¹ | 598¹ | 644¹ | 773¹ | 856¹ | 940¹ | 442 | 464 | 555 | 465 | 540 | 550 | 550 | 535 | 659 | 745 | 735 |
| Data afkomstig van volkstellingen.nl & CBS. ¹inclusief buiten kom; ²deel inwoners bij Nuis gevoegd |      |      |      |      |      |      |      |     |     |     |     |     |     |     |     |     |     |     |

| Demografische ontwikkeling tussen 1920 en 2021                      |
| ------------------------------------------------------------------- |
|                                                                     |
| ■ Data afkomstig van volkstellingen.nl ■ Data afkomstig van het CBS |

## Gebouwen

### Kerk

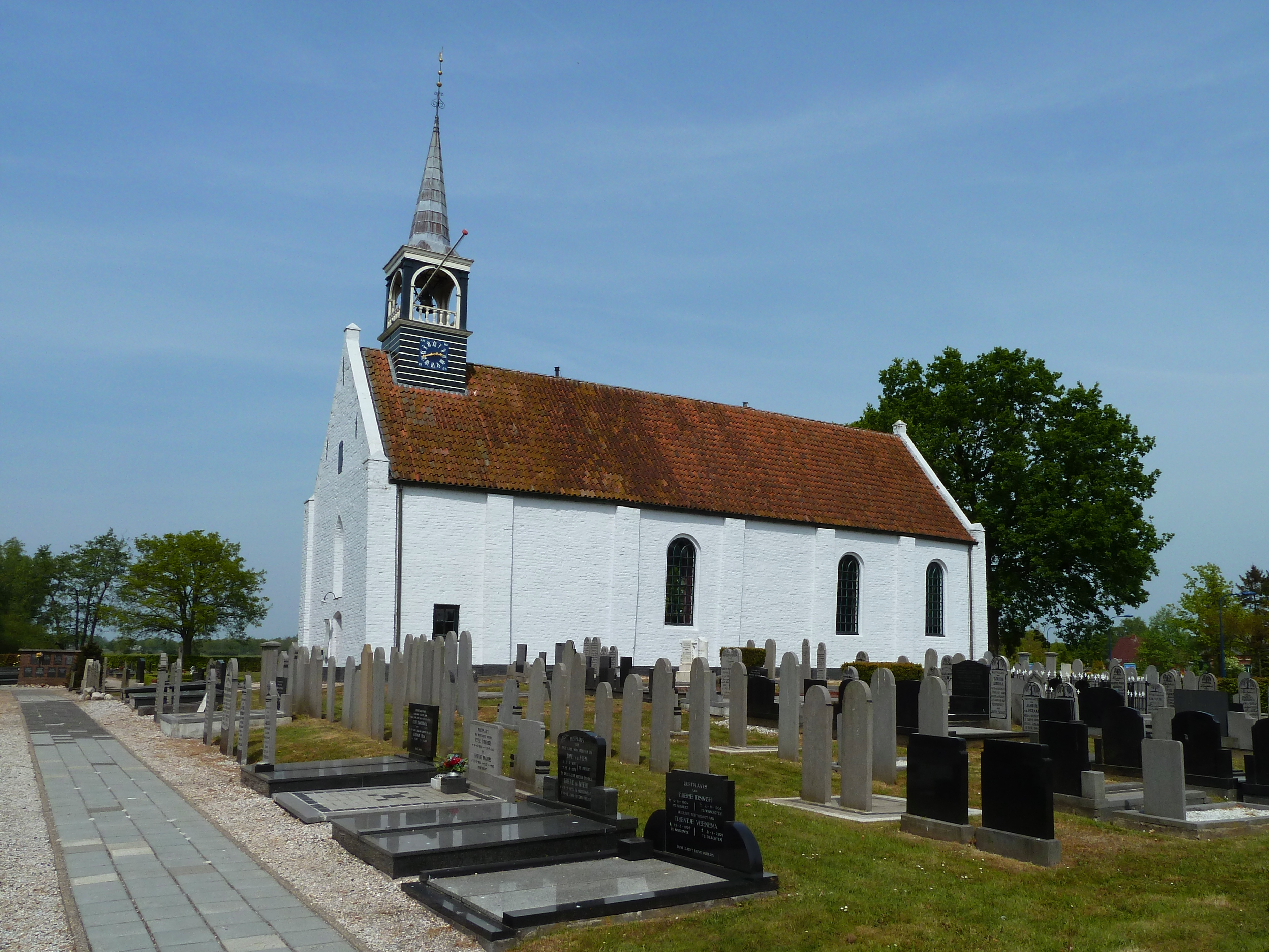
De witgepleisterde hervormde kerk van Niebert

De kerk van Niebert is een witgepleisterde zaalkerk, die gebouwd is in de tweede helft van de veertiende eeuw. De kerk is eigendom van de Stichting Oude Groninger Kerken.
De kerk heeft een dakruiter die gebouwd werd in 1773. De luidklok uit 1681 werd door de Duitse bezetters geroofd. De huidige klok is van 1949.

### Steenhuis
Waarschijnlijk tussen 1375 en 1400 werd het steenhuis (of stins) Iwema gebouwd ten zuiden van Niebert. Dit steenhuis evolueerde in tegenstelling tot veel andere steenhuizen nooit tot een borg, waarschijnlijk doordat de familie Iwema niet van adel was. Wel vervulden ze soms de functie van grietman en redger. Later werd het steenhuis bewoond door de familie Ibema. Het steenhuis werd in 1847 door de lokale dominee Reinder Damsté, die het wilde gebruiken als pastorie/weem, verbouwd tot kop-rompboerderij, waarbij ook het steenhuis verlaagd werd en het geheel witgepleisterd werd. Een schuur aan de noordzijde en een klein schuurtje aan de oostzijde werden gesloopt en aan de westzijde werd een nieuwe schuur gebouwd. In 1851 werd het steenhuis gekocht door de familie De Boer (die in 1844 al de ernaast gelegen Bouwsemaheerd kocht), die langs vrouwelijke lijn familie is aan de Iwema's. Hun nazaten wonen er nog steeds, maar verkochten in 1988 het eigendom aan de stichting Het Groninger Landschap, zodat deze het kon restaureren. Tegenwoordig is Iwema het enige overgebleven steenhuis van de provincie Groningen. Het woonhuis is niet te bezichtigen, de schuur is in 1988 verbouwd tot het 'schilders- en bakkerijmuseum 't Steenhuus'. Het museum was daarvoor vanaf 1986 in de Nieberter molen en de schuur daarachter gevestigd. In de tuin van het steenhuis staat de naar verluidt grootste rode beuk van de provincie Groningen. De gracht rondom het steenhuis is in de loop van de tijd dichtgegroeid.

### Boerderijen
Aan de oostzijde van het steenhuis staat aan 't Pad 17 de boerderij Bouwsemaheerd, waarvan de familie verwant was aan de Iwema's. Rondom deze boerderij zijn een drietal grachten gegraven in de vorm van de letters J, F en L. Volgens een verhaal zou dit het gevolg zijn van een huwelijk uit 1738. Aan de westzijde van het steenhuis staat aan 't Pad 4 een boerderij die gebouwd is tussen 1851 en 1852.

### Overige gebouwen
In het dorp stond al voor 1628 een korenmolen, die in 1895 werd afgebroken. In 1899 werd ter vervanging een pel- en oliemolen uit 1818 uit Zandeweer gehaald en in Niebert weer opgebouwd als een korenmolen in de vorm van een zeskante stellingmolen; de Nieberter molen. Het molenhuis met het dwars geplaatste voorhuis ernaast dateert ook van rond 1899. De Nieberter molen was de enige overgebleven molen in de voormalige gemeente Marum en is de enige zeskante molen in het noorden van het land. De molen werd gerestaureerd in 1965 en 1973. De gemeente Marum kocht de molen aan in 1973 voor de laatstgenoemde restauratie. In 2011 droeg de gemeente de molen over aan de stichting Het Groninger Landschap.
Niebert heeft lange tijd een openbare en een christelijke basisschool gehad. De openbare was de oudste. In 1883 werd hiervoor een nieuw pand gebouwd. Tot 1909 gingen de kinderen uit Boerakker hier ook naar school. In 1932 kwam een onderwijzeres van de school samen met haar man om het leven, toen ze werden geschept door de tram. De openbare basisschool werd gesloten rond 1990.
In 1928 werd een christelijke basisschool gebouwd in Niebert. In 1992 kreeg deze de naam 'De Kring', toen de school officieel overging op jenaplanonderwijs. In 2002 kampte de school met ruimtegebrek, wat de opmaat vormde voor besprekingen over samenwerking met een openbare school uit Nuis. In 2011 vestigden beide scholen zich in de brede school 't Sterrenpad in Nuis en verloor het dorp zijn laatste school.
In het uiterste westen van Niebert staat wegrestaurant In de Klaver.

## Maatschappelijk leven
De plaatselijke voetbalvereniging van Nuis-Niebert heeft als thuisbasis Sportpark de Wieken aan de zuidkant van de Molenweg. Deze vereniging werd in 1933 opgericht met de naam 'Zwart-Wit'. Toen de vereniging echter toetrad tot de Groninger Voetbalbond (GVB) moest de naam veranderd worden, omdat de naam Zwart-Wit al in gebruik was. Er werd gekozen voor de naam 'Sport Vereniging Molen Horn' of afgekort S.V.M.H.. In 2019 volgde een fusie met de voetbalvereniging van Boerakker, VV Boerakker, tot VV Westerkwartier. Het eerste elftal van deze vereniging speelt zijn wedstrijden op zaterdagen in Niebert.

## Openbaar vervoer

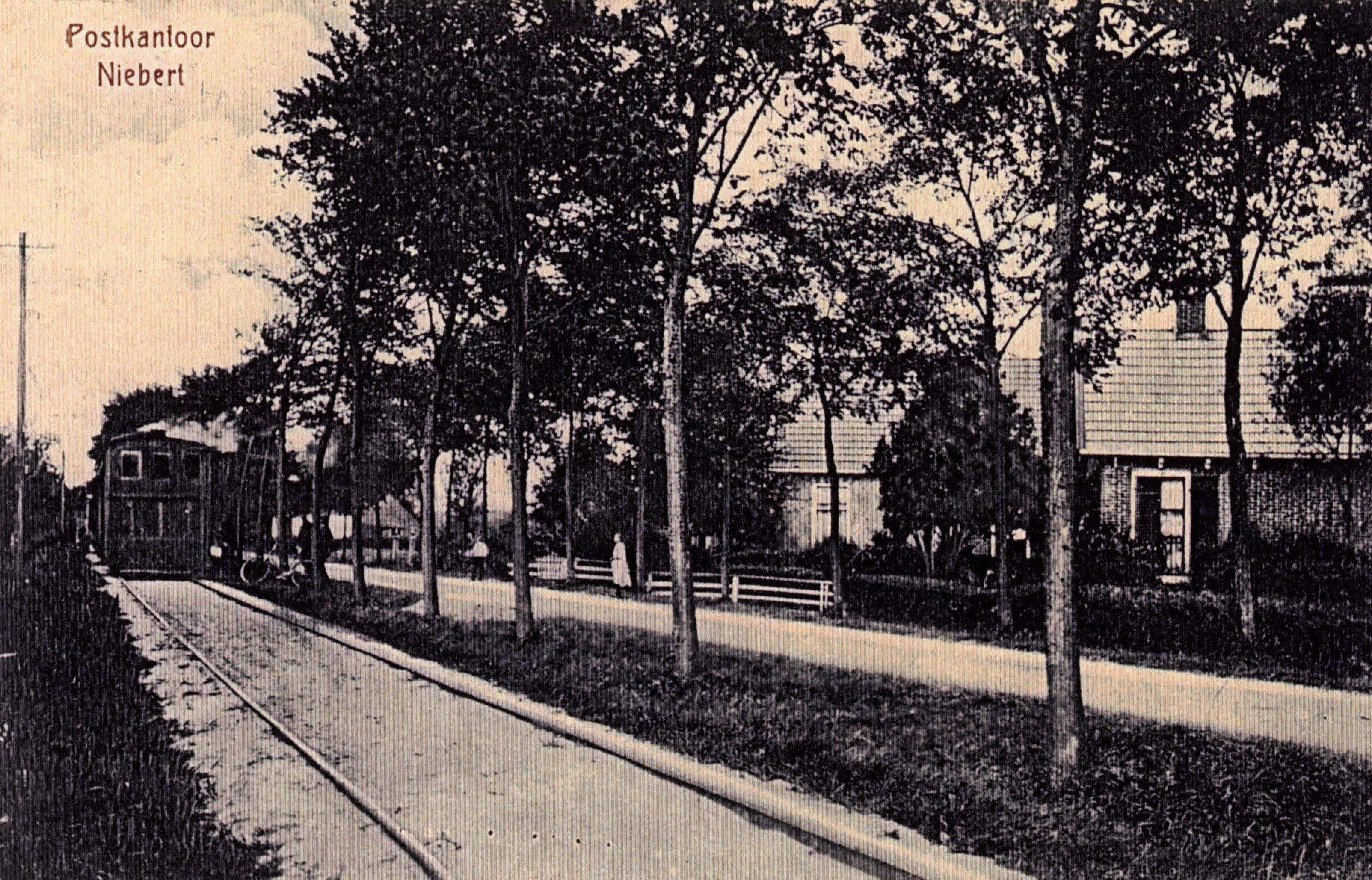
Tram in Niebert bij het postkantoor in 1914

In 1913 werd de tramlijn Drachten - Groningen door het dorp aangelegd. Deze lijn die aan de zuidzijde van de Molenweg lag werd tot 1948 ook gebruikt voor personenvervoer, maar daarna alleen nog voor goederenvervoer naar onder andere de Drachtster Philipsfabriek. In 1985 werd de lijn opgeheven en in 1988 werd het spoor verwijderd.
Niebert is tegenwoordig te bereiken met Qliner 304 Groningen - Marum - Drachten. Deze lijn halteert aan de autosnelweg A7. Tot eind jaren tachtig was de naam van de rijksweghalte Niebert Rijksweg, tegenwoordig is dit Boerakker Rijksweg. Tot 2012 reed er ook een bus (lijn 88) door het dorp zelf, maar deze stopdienst tussen Groningen en Marum is reeds opgeheven. Door Niebert rijdt nu een buurtbus over het traject Marum - Hoogkerk.

## Geboren
- Andrea Deelstra (1985), atlete